# Parnac (Lot)
Pour les articles homonymes, voir Parnac.
Ne doit pas être confondu avec Parnac (Indre).
Parnac est une commune française, située dans le sud-ouest du département du Lot en région Occitanie.
Elle est également dans le Quercy Blanc, une région naturelle correspondant à la partie méridionale du Quercy, devant son nom à ses calcaires lacustres du Tertiaire.
Exposée à un climat océanique altéré, elle est drainée par le Lot. La commune possède un patrimoine naturel remarquable composé d'une zone naturelle d'intérêt écologique, faunistique et floristique.
Parnac est une commune rurale qui compte 382 habitants en 2022. Elle est dans l'agglomération de Luzech et fait partie de l'aire d'attraction de Cahors. Ses habitants sont appelés les Parnacois ou  Parnacoises.

## Géographie
Commune de l'unité urbaine de Luzech du Quercy située dans le vignoble de Cahors sur l'ancienne ligne Monsempron-Libos - Cahors entre Fumel et Cahors.

### Communes limitrophes
Parnac est limitrophe de cinq autres communes.
Les communes limitrophes sont  Caillac, Crayssac, Douelle, Luzech et Saint-Vincent-Rive-d'Olt.
|        | Crayssac                 |         |
| Luzech | Parnac                   | Caillac |
|        | Saint-Vincent-Rive-d'Olt | Douelle |

### Hydrographie
Parnac est traversée par le  Lot (cette partie est navigable).

### Géologie et relief
La superficie de la commune est de 577 hectares ; son altitude varie de 100  à   296 mètres.

### Voies de communication et transports
Navigation fluviale sur le Lot,

### Climat
Pour des articles plus généraux, voir Climat de l'Occitanie et Climat du Lot.
En 2010, le climat de la commune est de type climat du Bassin du Sud-Ouest, selon une étude s'appuyant sur une série de données couvrant la période 1971-2000. En 2020, Météo-France publie une typologie des climats de la France métropolitaine dans laquelle la commune est exposée à un climat océanique altéré et est dans la région climatique Aquitaine, Gascogne, caractérisée par une pluviométrie abondante au printemps, modérée en automne, un faible ensoleillement au printemps, un été chaud (19,5 °C), des vents faibles, des brouillards fréquents en automne et en hiver et des orages fréquents en été (15 à 20 jours).
Pour la période 1971-2000, la température annuelle moyenne est de 13,6 °C, avec une amplitude thermique annuelle de 15,6 °C. Le cumul annuel moyen de précipitations est de 862 mm, avec 10,6 jours de précipitations en janvier et 6,5 jours en juillet. Pour la période 1991-2020, la température moyenne annuelle observée sur la station météorologique la plus proche, située sur la commune d'Anglars-Juillac à 9 km à vol d'oiseau, est de 13,5 °C et le cumul annuel moyen de précipitations est de 822,6 mm,. Pour l'avenir, les paramètres climatiques de la commune estimés pour 2050 selon différents scénarios d’émission de gaz à effet de serre sont consultables sur un site dédié publié par Météo-France en novembre 2022.

### Milieux naturels et biodiversité

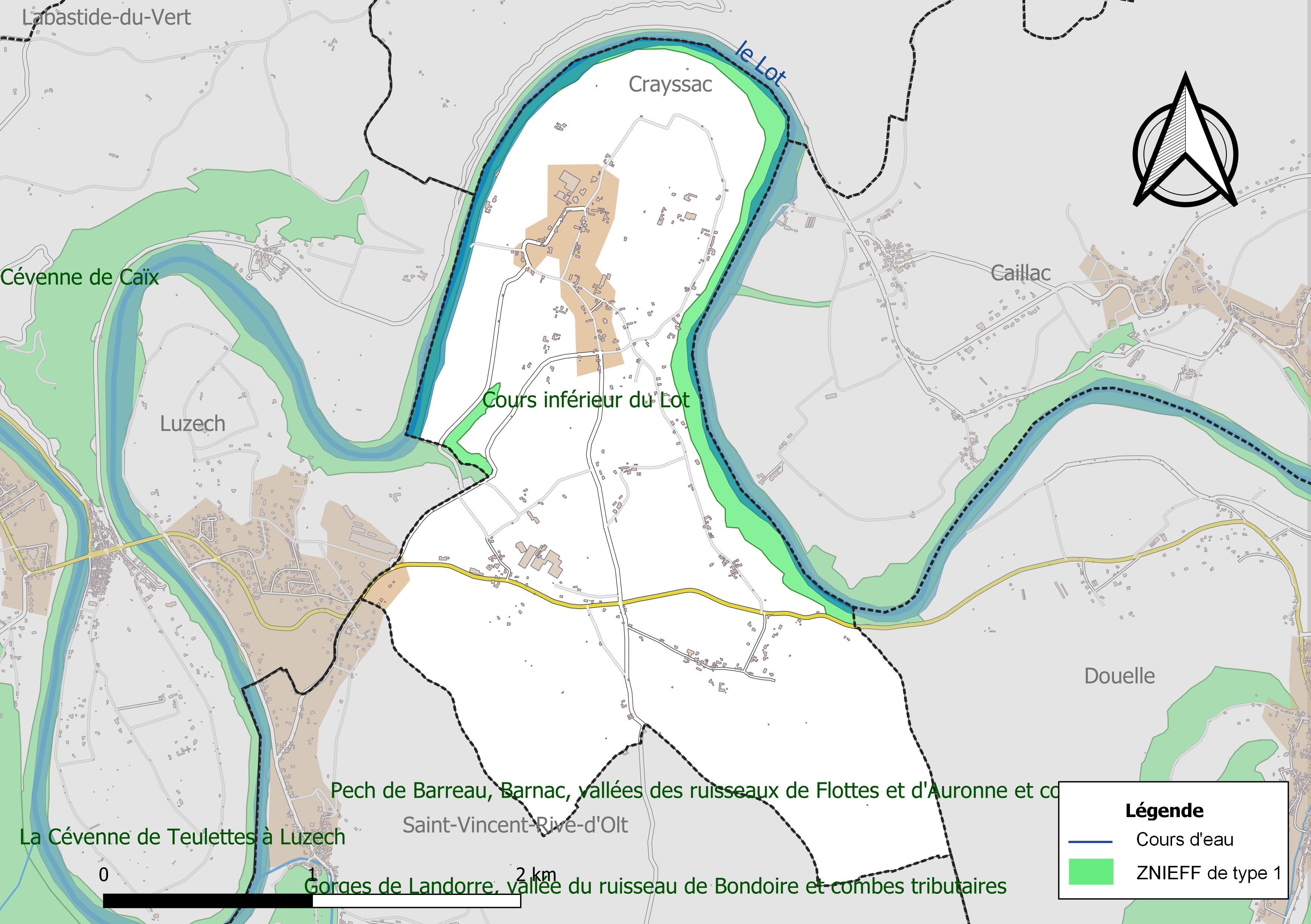
Carte de la ZNIEFF de type 1 localisée sur la commune.

L’inventaire des zones naturelles d'intérêt écologique, faunistique et floristique (ZNIEFF) a pour objectif de réaliser une couverture des zones les plus intéressantes sur le plan écologique, essentiellement dans la perspective d’améliorer la connaissance du patrimoine naturel national et de fournir aux différents décideurs un outil d’aide à la prise en compte de l’environnement dans l’aménagement du territoire.
Une ZNIEFF de type 1 est recensée sur la commune :
le « cours inférieur du Lot » (1 209 ha), couvrant 25 communes dont 23 dans le Lot et deux dans le Lot-et-Garonne.

## Urbanisme

### Typologie
Au 1er janvier 2024, Parnac est catégorisée commune rurale à habitat dispersé, selon la nouvelle grille communale de densité à sept niveaux définie par l'Insee en 2022.
Elle appartient à l'unité urbaine de Luzech, une agglomération intra-départementale regroupant trois  communes, dont elle est une commune de la banlieue,,. Par ailleurs la commune fait partie de l'aire d'attraction de Cahors, dont elle est une commune de la couronne,. Cette aire, qui regroupe 78 communes, est catégorisée dans les aires de 50 000 à moins de 200 000 habitants,.

### Occupation des sols
L'occupation des sols de la commune, telle qu'elle ressort de la base de données européenne d’occupation biophysique des sols Corine Land Cover (CLC), est marquée par l'importance des territoires agricoles (65,2 % en 2018), une proportion sensiblement équivalente à celle de 1990 (65,6 %). La répartition détaillée en 2018 est la suivante : 
cultures permanentes (65,2 %), forêts (16,9 %), eaux continentales (7,4 %), milieux à végétation arbustive et/ou herbacée (5,4 %), zones urbanisées (5,2 %). L'évolution de l’occupation des sols de la commune et de ses infrastructures peut être observée sur les différentes représentations cartographiques du territoire : la carte de Cassini (XVIIIe siècle), la carte d'état-major (1820-1866) et les cartes ou photos aériennes de l'IGN pour la période actuelle (1950 à aujourd'hui).

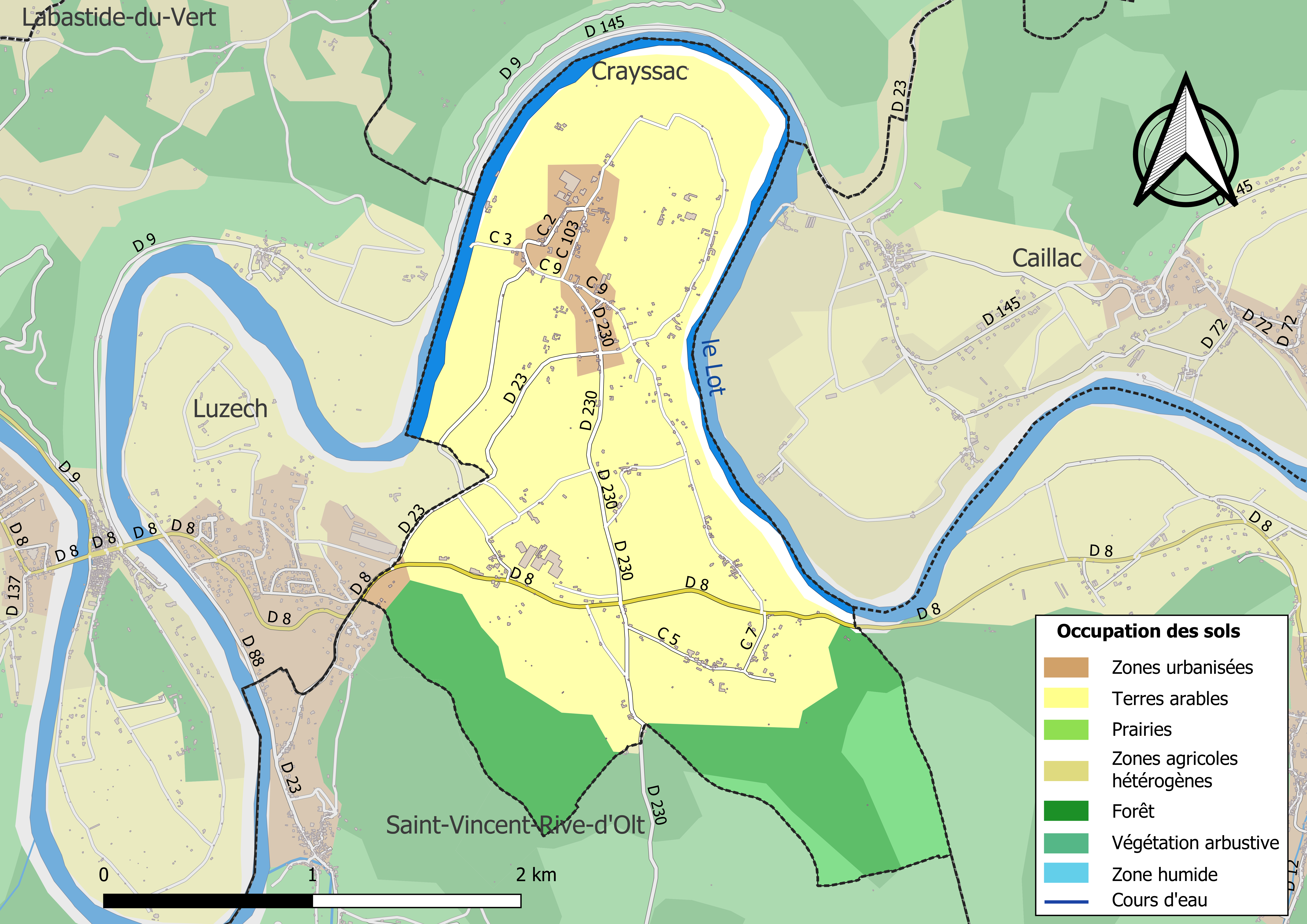
Carte des infrastructures et de l'occupation des sols de la commune en 2018 (CLC).

### Risques majeurs
Le territoire de la commune de Parnac est vulnérable à différents aléas naturels : météorologiques (tempête, orage, neige, grand froid, canicule ou sécheresse), inondations, feux de forêts, mouvements de terrains et séisme (sismicité très faible). Il est également exposé à un risque technologique, la rupture d'un barrage. Un site publié par le BRGM permet d'évaluer simplement et rapidement les risques d'un bien localisé soit par son adresse soit par le numéro de sa parcelle.

#### Risques naturels
La commune fait partie du territoire à risques importants d'inondation (TRI) de Cahors, regroupant 14 communes concernées par un risque de débordement du Lot et du ruisseau du Bartassec, un des 18 TRI qui ont été arrêtés fin 2012 sur le bassin Adour-Garonne. L'événement passé le plus significatif est la crue des 9 et 10 mars 1927 où le Lot a atteint 8,90 m à Cahors après une montée très rapide des eaux. Seules les crues de 1783 et 1833 ont dépassé ces valeurs. Les dégâts ont été très importants. Deux crues survenues sur le Bartassec en 1996 et 2010 ont eu un très fort impact sur les activités économiques de l'agglomération de Cahors. Des cartes des surfaces inondables ont été établies pour trois scénarios : fréquent (crue de temps de retour de 10 ans à 30 ans), moyen (temps de retour de 100 ans à 300 ans) et extrême (temps de retour de l'ordre de 1 000 ans, qui met en défaut tout système de protection). La commune a été reconnue en état de catastrophe naturelle au titre des dommages causés par les inondations et coulées de boue survenues en 1982, 1992, 1993, 1996, 1999 et 2003,.
Parnac est exposée au risque de feu de forêt. Un plan départemental de protection des forêts contre les incendies a été approuvé par arrêté préfectoral le 30 novembre 2015 pour la période 2015-2025. Les propriétaires doivent ainsi couper les broussailles, les arbustes et les branches basses sur une profondeur de 50 mètres, aux abords des constructions, chantiers, travaux et installations de toute nature, situées à moins de 200 mètres de terrains en nature
de bois, forêts, plantations, reboisements, landes ou friches. Le brûlage des déchets issus de l’entretien des parcs et jardins des ménages et des collectivités est interdit. L’écobuage est également interdit, ainsi que les feux de type méchouis et barbecues, à l’exception de ceux prévus dans des installations fixes (non situées sous couvert d'arbres) constituant une dépendance d'habitation.

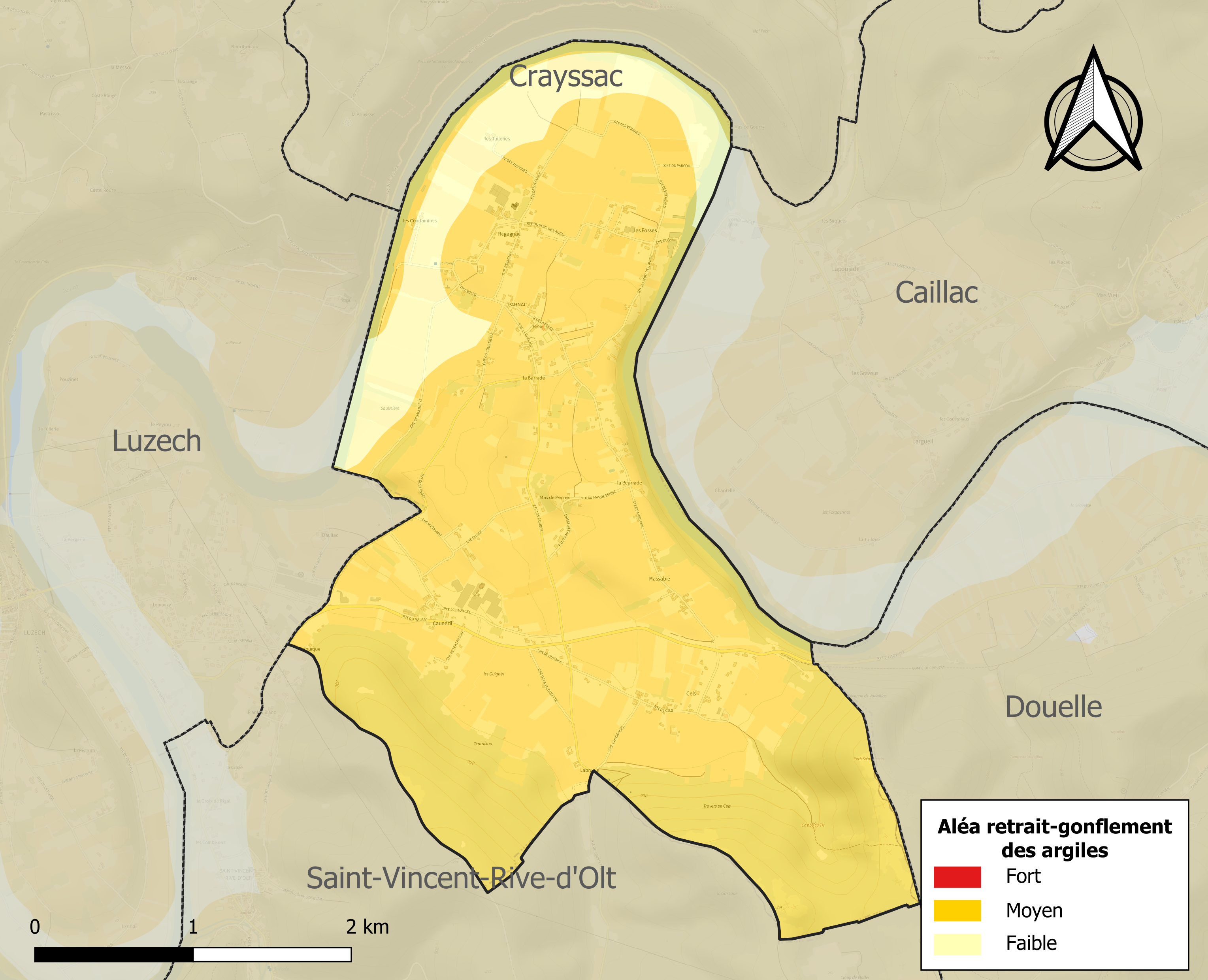
Carte des zones d'aléa retrait-gonflement des sols argileux de Parnac.

Les mouvements de terrains susceptibles de se produire sur la commune sont des affaissements et effondrements liés aux cavités souterraines (hors mines), des éboulements, chutes de pierres et de blocs et des tassements différentiels. Par ailleurs, afin de mieux appréhender le risque d’affaissement de terrain, l'inventaire national des cavités souterraines permet de localiser celles situées sur la commune.
Le retrait-gonflement des sols argileux est susceptible d'engendrer des dommages importants aux bâtiments en cas d’alternance de périodes de sécheresse et de pluie. 88,8 % de la superficie communale est en aléa moyen ou fort (67,7 % au niveau départemental et 48,5 % au niveau national). Sur les 208 bâtiments dénombrés sur la commune en 2019, 207 sont en aléa moyen ou fort, soit 100 %, à comparer aux 72 % au niveau départemental et 54 % au niveau national. Une cartographie de l'exposition du territoire national au retrait gonflement des sols argileux est disponible sur le site du BRGM,.
Par ailleurs, afin de mieux appréhender le risque d’affaissement de terrain, l'inventaire national des cavités souterraines permet de localiser celles situées sur la commune.
Concernant les mouvements de terrains, la commune a été reconnue en état de catastrophe naturelle au titre des dommages causés par des mouvements de terrain en 1999.

#### Risques technologiques
La commune est en outre située en aval des barrages de Grandval et de Sarrans, des ouvrages de classe A disposant d'une retenue de respectivement 270,6 millions et 296 millions de mètres cubes,. À ce titre elle est susceptible d’être touchée par l’onde de submersion consécutive à la rupture d'un de ces ouvrages.

## Toponymie
Le toponyme Parnac, d'origine gallo-romaine, est basé sur un anthroponyme Perna. La terminaison -ac est issue du suffixe gaulois -acon (lui-même du celtique commun *-āko-), souvent latinisé en -acum dans les textes.

## Histoire
Le lieu de Parnac « Parnaco » est mentionné vers l’an 630 et concerne une paroisse du diocèse de Desiderius (Désiré, Didier ou Géry), évêque de Cahors (580-654).

## Politique et administration

### Administration municipale
Le nombre d'habitants au recensement de 2011 étant compris entre 100 et 499, le nombre de membres du conseil municipal pour l'élection de 2014 est de onze,.

### Rattachements administratifs et électoraux
Commune faisant partie de l'arrondissement de Cahors de la communauté de communes de la Vallée du Lot et du Vignoble et du canton de Luzech.

### Liste des maires
| Période                                  | Période    | Identité        | Étiquette | Qualité                                                                               |
| ---------------------------------------- | ---------- | --------------- | --------- | ------------------------------------------------------------------------------------- |
| 1793                                     | 1795       | Jean Fournie    |           |                                                                                       |
| 1795                                     | 1814       | Martin Alibert  |           |                                                                                       |
| 1814                                     | 1830       | Jean Pouzargues |           |                                                                                       |
| 1830                                     | 1852       | Louis Blanie    |           |                                                                                       |
| 1853                                     | 1877       | Martin Alibert  |           |                                                                                       |
| 1877                                     | 1893       | Adam Bouloumie  |           |                                                                                       |
| 1893                                     | 1900       | Alfred Guilhou  |           |                                                                                       |
| 1900                                     | 1903       | E. Bouloumie    |           |                                                                                       |
| 1953                                     | 03.02.1982 | Henri Mercadier | MRG       | Avocat, Conseiller général (1967-1982), Député suppléant de Maurice Faure (1968-1982) |
| 02.1982                                  | 2001       | Marcel Vialatte |           |                                                                                       |
| 2008                                     | En cours   | Marc Gastal     | DVG       | Conseiller départemental                                                              |
| Les données manquantes sont à compléter. |            |                 |           |                                                                                       |

## Population et société

### Démographie
L'évolution du nombre d'habitants est connue à travers les recensements de la population effectués dans la commune depuis 1793. Pour les communes de moins de 10 000 habitants, une enquête de recensement portant sur toute la population est réalisée tous les cinq ans, les populations de référence des années intermédiaires étant quant à elles estimées par interpolation ou extrapolation. Pour la commune, le premier recensement exhaustif entrant dans le cadre du nouveau dispositif a été réalisé en 2004.

En 2022, la commune comptait 382 habitants, en évolution de +2,41 % par rapport à 2016 (Lot : +1,31 %, France hors Mayotte : +2,11 %).
| 1793 | 1800 | 1806 | 1821 | 1831 | 1836 | 1841 | 1846 | 1851 |
| ---- | ---- | ---- | ---- | ---- | ---- | ---- | ---- | ---- |
| 319  | 315  | 329  | 511  | 559  | 600  | 547  | 600  | 526  |

| 1856 | 1861 | 1866 | 1872 | 1876 | 1881 | 1886 | 1891 | 1896 |
| ---- | ---- | ---- | ---- | ---- | ---- | ---- | ---- | ---- |
| 504  | 532  | 590  | 563  | 555  | 526  | 481  | 481  | 484  |

| 1901 | 1906 | 1911 | 1921 | 1926 | 1931 | 1936 | 1946 | 1954 |
| ---- | ---- | ---- | ---- | ---- | ---- | ---- | ---- | ---- |
| 533  | 521  | 505  | 407  | 381  | 386  | 384  | 383  | 332  |

| 1962 | 1968 | 1975 | 1982 | 1990 | 1999 | 2004 | 2006 | 2009 |
| ---- | ---- | ---- | ---- | ---- | ---- | ---- | ---- | ---- |
| 352  | 349  | 325  | 350  | 377  | 371  | 367  | 360  | 382  |

| 2014 | 2019 | 2022 | - | - | - | - | - | - |
| ---- | ---- | ---- | - | - | - | - | - | - |
| 374  | 385  | 382  | - | - | - | - | - | - |

| selon la population municipale des années : | 1968 | 1975 | 1982 | 1990 | 1999 | 2006 | 2009 | 2013 |
| Rang de la commune dans le département      | 78   | 123  | 96   | 87   | 97   | 119  | 111  | 113  |
| Nombre de communes du département           | 340  | 340  | 340  | 340  | 340  | 340  | 340  | 340  |

#### Culture de la vigne
Parnac, située au cœur du vignoble de Cahors, est mondialement réputée pour son histoire et le prestige de ses vins. Le malbec est le cépage dominant, il est d'ailleurs le cépage essentiel de l'AOC Cahors, mais aussi largement cultivé en Argentine.

#### Développement durable
Une unité de l'entreprise M2i Life Sciences, spécialisée dans les technologies durables pour l’agriculture et la santé, est également présente sur la commune. Elle abrite des équipes d'agronomes, et assure le conditionnement et l'expédition de produits. Cet établissement avait précédemment une tout autre activité, l’embouteillage de vins pour une coopérative vinicole. Se développant sur le marché du biocontrôle, M2i Life Sciences s’intéresse en particulier aux besoins de la viticulture et a mis au point une synthèse de la phéromone de ver de la grappe, pour l’utiliser dans la protection biologique des vignes en alternative aux insecticides traditionnels,.

### Enseignement
Parnac fait partie de l'académie de Toulouse.

## Économie

### Revenus
En 2018, la commune compte 171 ménages fiscaux, regroupant 365 personnes. La médiane du revenu disponible par unité de consommation est de 20 870 € (20 740 € dans le département).

### Emploi
|                | 2008  | 2013  | 2018  |
| -------------- | ----- | ----- | ----- |
| Commune        | 5 %   | 8,9 % | 6,1 % |
| Département    | 7,3 % | 8,9 % | 9,6 % |
| France entière | 8,3 % | 10 %  | 10 %  |

En 2018, la population âgée de 15 à 64 ans s'élève à 210 personnes, parmi lesquelles on compte 78,3 % d'actifs (72,2 % ayant un emploi et 6,1 % de chômeurs) et 21,7 % d'inactifs,. Depuis 2008, le taux de chômage communal (au sens du recensement) des 15-64 ans est inférieur à celui de la France et du département.
La commune fait partie de la couronne de l'aire d'attraction de Cahors, du fait qu'au moins 15 % des actifs travaillent dans le pôle,. Elle compte 112 emplois en 2018, contre 123 en 2013 et 121 en 2008. Le nombre d'actifs ayant un emploi résidant dans la commune est de 154, soit un indicateur de concentration d'emploi de 72,7 % et un taux d'activité parmi les 15 ans ou plus de 52,2 %.
Sur ces 154 actifs de 15 ans ou plus ayant un emploi, 49 travaillent dans la commune, soit 32 % des habitants. Pour se rendre au travail, 84,6 % des habitants utilisent un véhicule personnel ou de fonction à quatre roues, 0,6 % les transports en commun, 4,5 % s'y rendent en deux-roues, à vélo ou à pied et 10,3 % n'ont pas besoin de transport (travail au domicile).

### Activités hors agriculture
27 établissements sont implantés  à Parnac au 31 décembre 2019.
Le secteur du commerce de gros et de détail, des transports, de l'hébergement et de la restauration est prépondérant sur la commune puisqu'il représente 40,7 % du nombre total d'établissements de la commune (11 sur les 27 entreprises implantées  à Parnac), contre 29,9 % au niveau départemental.

### Agriculture
La commune est dans la vallée du Lot », une petite région agricole s'étendant d'est en ouest et de part et d'autre du cours du Lot, particulièrement réputée pour ses vignes, celles du vignoble de Cahors plus précisément. En 2020, l'orientation technico-économique de l'agriculture  sur la commune est la viticulture.
|               | 1988 | 2000 | 2010 | 2020 |
| ------------- | ---- | ---- | ---- | ---- |
| Exploitations | 23   | 17   | 13   | 14   |
| SAU (ha)      | 364  | 364  | 354  | 386  |

Le nombre d'exploitations agricoles en activité et ayant leur siège dans la commune est passé de 23 lors du recensement agricole de 1988  à 17 en 2000 puis à 13 en 2010 et enfin à 14 en 2020, soit une baisse de 39 % en 32 ans. Le même mouvement est observé à l'échelle du département qui a perdu pendant cette période 60 % de ses exploitations,. La surface agricole utilisée sur la commune est restée relativement stable, passant de 364 ha en 1988 à 386 ha en 2020. Parallèlement la surface agricole utilisée moyenne par exploitation a augmenté, passant de 16 à 28 ha.

## Culture locale et patrimoine

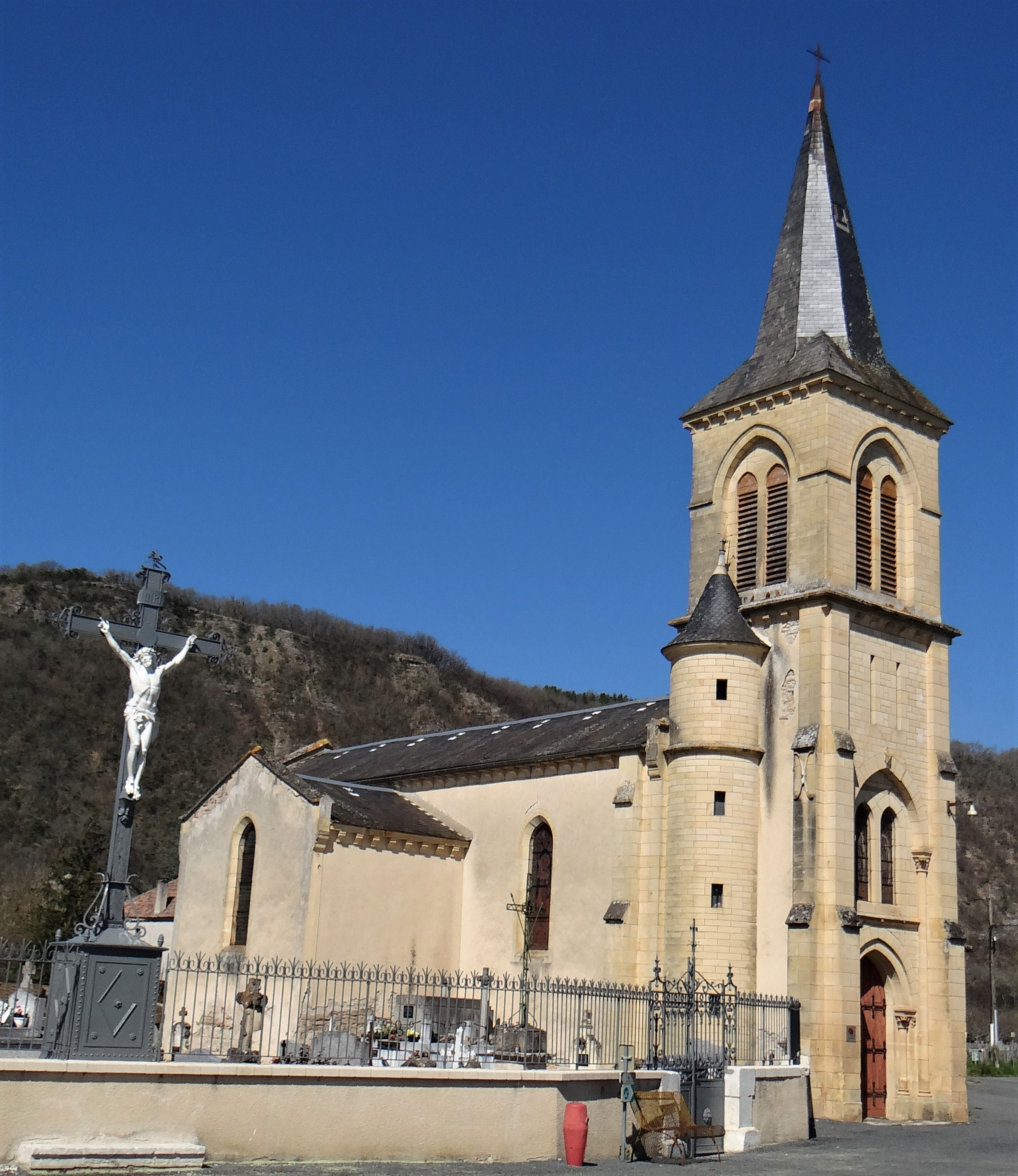
Église Saint-Saturnin

### Lieux et monuments
- Église Saint-Saturnin. L'édifice est référencé dans la base Mérimée et à l'Inventaire général de la région Occitanie[44]. Plusieurs objets sont référencés dans la base Palissy[44].
- Église Saint-Martin de Cels. L'édifice est référencé dans la base Mérimée et à l'Inventaire général de la région Occitanie[45]. Deux tabernacles sont référencés dans la base Palissy[45].
- Le château de Parnac construit en 1704, d’une architecture purement quercynoise, avec son pigeonnier rectangulaire sur cave voûtée.

### Personnalités liées à la commune
- Olympe de Gouges.
- Pons de Parnac.

## Pour approfondir